# Рамон де Кардона
О кондотьере см. Раймондо ди Кардона
Рамон Фолк де Кардона-и-Англесола (Ramón Folc de Cardona y Anglesola, 1467, Бельпуч, Каталония — 10 марта 1522, Неаполь) — главнокомандующий войсками Камбрейской лиги, вице-король Неаполя в 1509-22 гг., первый герцог Сома и граф Оливето.
Происходил из бельпучской ветви каталонского рода Фолк де Кардона. Отец его матери, Гальсеран Рекесенс, как доверенное лицо Альфонса Великодушного возглавлял придворную партию Буска, отстаивавшую права Альфонса на наследование Арагона. Мать Рамона, Кастеллана де Рекесенс, считалась метрессой юного Фердинанда Католика. При дворе он слыл за внебрачного сына этого монарха, к нему весьма расположенного и назначившего его в 1507 г. вице-королём Сицилии, а через 2 года переведшего его на аналогичный пост в Неаполе.
Правление Кардона в Неаполитанском королевстве началось с восстания, спровоцированного попыткой Фердинанда ввести на юге Италии инквизицию. Подавив мятеж, Кардон убедил короля отказаться от этого проекта. В 1511 г. он был назначен главнокомандующим армии Священной лиги. В январе 1512 г. осадил Болонью, занятую французами, но (по слухам, будучи подкуплен) не помешал французскому полководцу Гастону де Фуа, явившемуся с подкреплением, проникнуть в крепость.
Принужденный отступить, Кардон 12 апреля дал де Фуа сражение у Равенны, где испанцы потерпели полное поражение. Однако смерть Гастона во время битвы открыла Кардону полную свободу действий на севере Италии. Под предлогом изгнания французов из итальянских крепостей он двинулся в богатые округа Ломбардии и по пути производил страшные опустошения. Флоренция спаслась от разгрома только благодаря огромному выкупу и лишилась свободы, так как при помощи Кардона были восстановлены Медичи. Захватить Венецию ему не удалось.
7 октября 1513 г. близ Виченцы испанский военачальник одержал победу над преследовавшим его Альвиано. В 1515 г. Кардон должен был соединиться с швейцарской и папской армиями, чтобы остановить движение Франциска I, но, не поладив с генералами этих армий, отступил в Неаполь, где оставался вице-королём и при Карле V. Похоронен в пышной мраморной усыпальнице, которую Джованни да Нола создал в приходской церкви его родного Бельпуча. В Неаполе его сменил Шарль де Ланнуа.
От брака со своей кузиной Изабеллой де Рекесенс (изображённой на луврском портрете Рафаэля) герцог Сома имел сына Феррана, который продолжил род бельпучских Кардонов. Его внебрачная дочь Катерина была женой герцога Монтальто; их потомки носили фамилию «Монкада». Знаменитый адмирал Маркантонио Колонна был сыном его внучки Джованны.